# حسین خداداد
حسین خداداد بازرگان، صنعتگر و کارآفرین ایرانی بود. او بنیانگذار شهر صنعتی قزوین، مالک بزرگترین کارخانه ریسندگی و بافندگی کشور و مالک تماشاگه زمان بود که پس از انقلاب ایران توسط بنیاد مستضعفان مصادره شدند
و سپس ناگزیر فعالیت‌های اقتصادی را در تولید محصولات کشاورزی در آمریکا آغاز کرد و توانست به موفقیت‌هایی نیز دست پیدا کند.

## زندگی‌نامه
حسین خداداد در سال ۱۳۰۸ در تهران متولد شد. وی فرزند ارشد خداداد خان خداداد، مالک میدان بار مرکزی تهران امین سلطان بود. تحصیلات مقدماتی را در دبیرستان ایرانشهر به پایان رساند و در سن ۱۹ سالگی  با همراهی مرتضی سیف اللهی(صاحب کارخانه الکترو ادیسون و تولیدی شرق) وارد کار تولید و صنعت در ایران شد.

## شراکت با مرتضی سیف اللهی
حسین خداداد از نوجوانی با مرتضی سیف اللهی همکاری های مختلف را آغاز نمود،وی در اولین همکاری با مرتضی سیف اللهی و سرمایه گذاران دیگر و اعتبار حاج خان خداداد اولین کارخانه برق خصوصی کشور را با نام «الکتروادیسون» تأسیس نمود.

## فعالیت‌ها
حسین خداداد اولین واردکننده باسکول‌های سنگین صنعتی به ایران بود. وی در ۲۲ سالگی نخستین کارخانه تولید یخ بهداشتی کشور را به همراهی حاج مرتضی سیف اللهی از صتعتگران به نام ایران در تیردوقلو تأسیس کرد و در ۲۶ سالگی اولین کارخانه برق شهری به نام شرکت برق الکتروادیسون را در جنوب تهران با ۴۹ هزار مشترک با همراهی حاج مرتضی سیف اللهی احداث نمود. همچنین او با پایه‌گذاری شهرک صنعتی قزوین توانست بزرگترین کارخانه ریسندگی و بافندگی کشور به نام تبد را با ۳۰۰۰ کارمند و مهندس راه‌اندازی نماید.

## نیکوکاری
حسین خداداد در ساخت ضریح حرم عباس بن علی و بازسازی ایوان طلای حرم حسین بن علی نقش بزرگی داشت و تمامی سنگ‌های اطراف حرم علی بن ابی‌طالب اهدایی وی است. احداث سه مدرسه و تأسیس سه درمانگاه و کمک به ساخت چند مسجد از دیگر فعالیت‌های وی در دوران زندگی‌اش در ایران می‌باشد.

## خانهٔ حسین خداداد
تماشاگه زمان (خانه حسین خداداد) بنایی قدیمی و دو طبقه در زعفرانیه تهران است که حدود ۸۰ سال قدمت دارد. پیشینه این بنا به دوره قاجاریه برمیگردد. این ملک در سال ۱۳۴۲ توسط حسین خداداد خریداری شد. ساختمان آن در یک طبقه ساخته شده بود و حسین خداداد با مقاوم‌سازی ساختمان و احداث یک طبقه روی همکف تغییراتی در بنا ایجاد کرد. وی به دلیل علاقه‌ای که به احیای هنر طراحی و گچ بری در ایران داشت بهترین استاد کاران را به استخدام گرفت. گچ بری‌های این بنا دوازده سال به طول انجامید و در سال ۱۳۵۶ به پایان رسید. حسین خداداد یک سال در آن خانه زندگی کرد و پیش از انقلاب ایران به آمریکا سفر کرد. پس از پیروزی انقلاب ایران تمام دارایی وی و این ساختمان توسط بنیاد مستضعفان مصادره شد و هم‌اکنون با نام تماشاگه زمان برای بازدید عموم دایر است. این موزه، نخستین موزه تخصصی زمان در ایران است که انواع ساعت‌های تاریخی و ابزارهای سنجش زمان را در خود جای داده است. تماشاگه زمان علاوه بر جنبه تاریخی، نشان‌دهنده نگاه ویژه خداداد به ارزش هنر و فرهنگ ایرانی است.

## انقلاب ۱۳۵۷ و بعد از آن
حسین خداداد چند ماه پیش از پیروزی انقلاب اسلامی به منظور شرکت در مراسم ازدواج دختر خود سفری به آمریکا داشت که این سفر کوتاه با پیروزی انقلاب، علی‌رغم اینکه هیچ سمت و پست و مقام سیاسی نداشت، به دلیل مصادره اموال توسط دادگاه انقلاب، تا پایان عمر وی به طول انجامید. حسین خداداد که تمام سرمایه‌اش در ایران مصادره شده بود، ابتدا با فقر مطلق در آمریکا دست و پنجه نرم کرد و مدتی پس از اقامت اجباری‌اش در آمریکا با هدف امرار معاش به سبزی‌کاری و فروش محصولات به مغازه‌های ایرانی روی آورد اما خیلی زود توانست به یکی از تولیدکنندگان ایالات متحده آمریکا در زمینه تولید محصولات کشاورزی و میوه‌جات ایرانی تبدیل شود.